# Hermann Neuwalt
Hermann Neuwalt (auch in der Schreibweise Hermann Neuwaldt oder latinisiert Hermanus Neuwalt, Hermannus Neowaldus, Hermannus Neuwaldus) (* 1550 in Lemgo; † 1611 in Stadthagen) war ein Mediziner und Professor an der Universität Helmstedt. Er trat auch als Hexentheoretiker in Erscheinung und war Gegner der Wasserprobe. Neben verschiedenen medizinischen Schriften hat er auch ein Gebetbuch für Ärzte verfasst. Trotz der Kritik an der Wasserprobe, einem Teil des Hexenprozesses, war Neuwalt kein Gegner der Hexenverfolgung, ansonsten hätte er keine Professur an der Universität des evangelischen Hexenbrenners Heinrich Julius (Braunschweig-Wolfenbüttel) innegehabt.

## Leben
Neuwalt begann sein Studium 1568 in Wittenberg. Von 1578 bis 1586 war er Medizinprofessor an der Universität Helmstedt. Am 15. September 1579 heiratete er die Witwe Katharina Lantz, geb. Goebel, die eine Schwester von Engel Bökel, der Ehefrau seines Helmstedter Kollegen Johann Bökel war. In den 1590er Jahren war er als Stadtarzt in Hildesheim und Bremen tätig. 1598 Stelle als gräflicher Leibarzt in Oldenburg. 1608 Wechsel in den Dienst des Grafen Ernst V. von Schaumburg, dort Auftrag mit anderen zur Errichtung des akademischen Gymnasiums in Stadthagen, an dem er bis zu seinem Tode 1611 Physik lehrte.

### Sein wichtigstes Werk

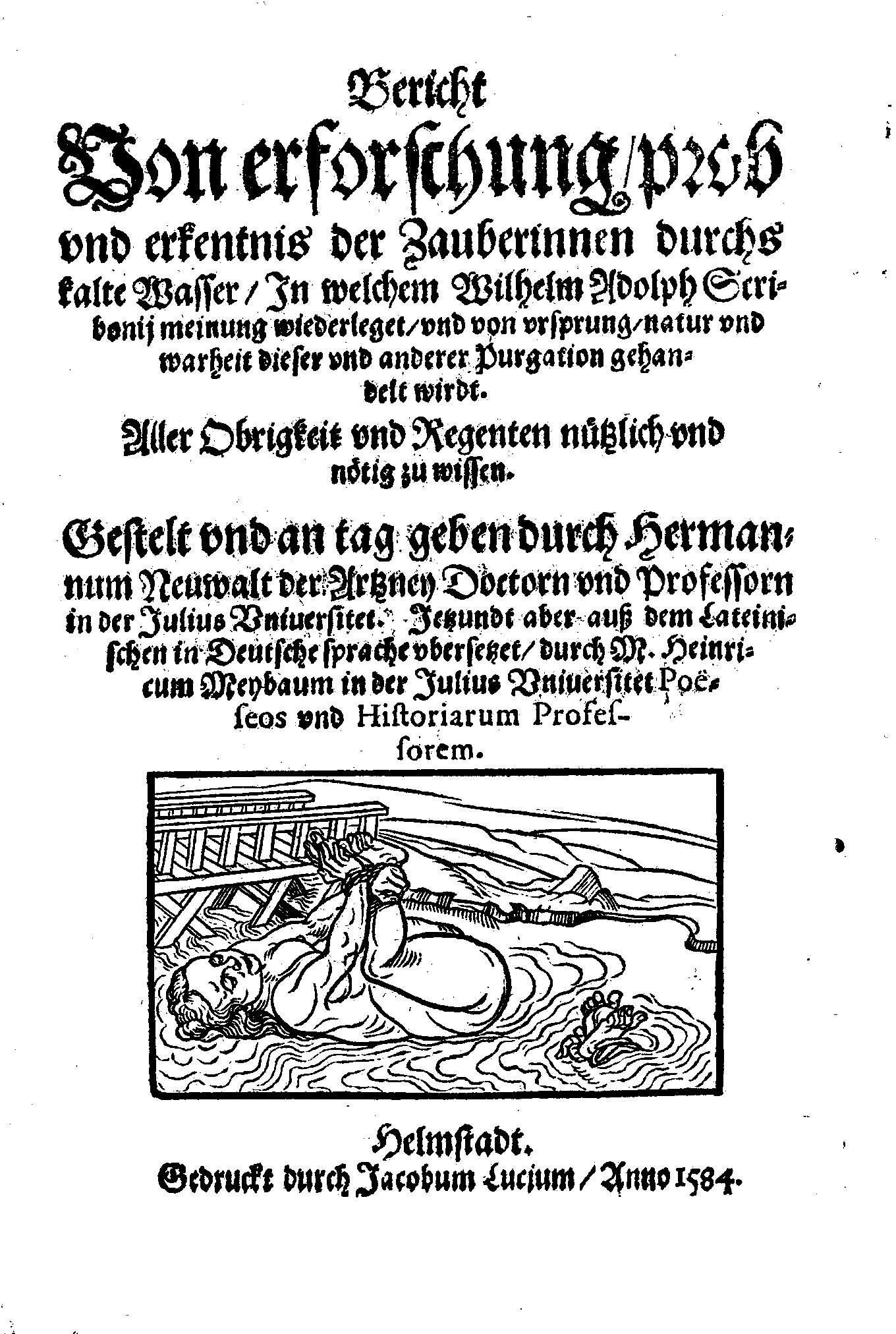
Bericht Von erforschung/ prob und erkentnis der Zauberinnen durchs kalte Wasser/ in welchem Wilhelm Adolph Scribonij meinung wiederleget/ und von ursprung/ natur und warheit dieser und anderer Purgation gehandelt wirdt

Sein Hauptwerk exegesis Purgationis sive Examinis Sagarum per Aquam frigidam, Helmstedt 1585, erlebte drei Auflagen in lateinischer und zwei Auflagen in deutscher Sprache.

### Kritik an Scribonius
Neuwalt kritisierte in seinem Hauptwerk den Hexentheoretiker Wilhelm Adolf Scribonius, der sich fast ausschließlich mit der Behauptung und dem Nachweise befasste, dass die Durchführung des alten Gottesurteils der Wasserprobe, die im Zusammenhang mit der Hexenverfolgung gerne auch als Hexenbad bezeichnet wurde, rechtmäßig und vor allem wirksam sei. Bis heute gilt Scribonius als der vehementeste Verteidiger dieser Hexenprobe, die insgesamt mehr Ablehnung von offizieller Seite erfuhr als jedes andere Element der Hexenprozesse. Fast alle Anhänger der Hexenlehre, zu denen Scribonius auch zu rechnen ist, lehnten die Rechtmäßigkeit der Wasserprobe ab. Allerdings erfreute sie sich bei den unteren Gerichtsinstanzen und im Volke großer Beliebtheit. Scribonius wollte nun der ganzen Sache ein gelehrtes Fundament geben, was ihm durchaus gelungen sein muss, wenn man in Betracht zieht, wie viele Gelehrte gegen ihn argumentierten. So trat als einer der ersten sein Marburger Kollege – und möglicherweise auch Freund – Rudolf Goclenius in einer Schrift gegen ihn an. Später folgten
dann weitere Autoren, wie z. B. auch Johannes Ewich.

## Werke
- Exegesis Purgationis sive examinis sagarum super aquam frigidam proiectarum: In qua Refutata opinione Guilhelmi Adolphi Scribonii, de hujus purgationis & aliarum similium origine, natura, & veritate agitur: Omnibus ad rerum gubernacula sedentibus maxime necessaria. Lucius, Helmstedt 1584. (Digitalisat)
- Bericht Von erforschung/ prob und erkentnis der Zauberinnen durchs kalte Wasser/ in welchem Wilhelm Adolph Scribonij meinung wiederleget/ und von ursprung/ natur und warheit dieser und anderer Purgation gehandelt wirdt, Helmstedt 1584 (diglib.hab.de)
- Triplex Peccatorum Recipe. Das ist: Dreyfaches Bußrecept, Aus der Apoteck H. Schrifft mit seinen Ingredientiis und tincturen. Rhete, Danzig 1639. (Digitalisat)